# Pierre-Étienne Dumesnil Dupineau
Pierre-Étienne Dumesnil Dupineau, né le 2 février 1757 à Angers (Saint-Michel du Tertre), mort le 25 août 1821 à Angers 1er arrondissement à son domicile, place des Halles, est un émigré et un chef militaire contre-révolutionnaire angevin.

## Biographie
Issu d’une famille noble du Haut-Anjou, son ancêtre Henri du Mesnil d'Aussigné,, chevalier, achète le château du Pineau, à Champ-sur-Layon, commune de Thouarcé en Anjou en 1700.
Son père, Pierre-René Dumesnil du Pineau (1731-1768) a épousé Mélanie-Françoise Louët, dite Madame de Saint-Sauveur (1731-1794). Elle est exécutée à Angers, le 6 pluviose An II (25 janvier 1794), pendant la période de La Terreur,.
Pierre-Étienne Dumesnil Dupineau a épousé Marie-Anne Bucher de Chauvigné (1765-1786) le 1er février 1785 à Angers. 
Son fils Pierre-Charles Dumesnil Dupineau (1786-1841) est un militaire français, capitaine commandant aux Dragons de la garde royale, chevalier de l'ordre royal et militaire de Saint-Louis, officier de la Légion d’honneur. Sous le Premier Empire, il fait les campagnes de la Grande Armée au 11e régiment de chasseurs à cheval du 23 septembre 1806 au 30 juin 1814. Au retour de Louis XVIII au pouvoir, il se rallie aux Bourbons. Il rejoint le régiment des Chasseurs du Roi, puis le 24 mai 1815, pendant les Cent-Jours, il est promu Major dans l'armée royale de l'Ouest, sous le commandement du Maréchal de camp et pair de France, Louis d'Andigné, fondé de pouvoir du Duc de Bourbon'. Chef d'escadrons de cavalerie en 1816, il prend sa retraite en 1835.

### Carrière militaire (Ancien Régime)
Officier des Gardes du corps du Roi Louis XVI, officier des Dragons de la garde royale, Chef de Bataillon, ancien officier au Régiment de la Rochefoucault Dragons

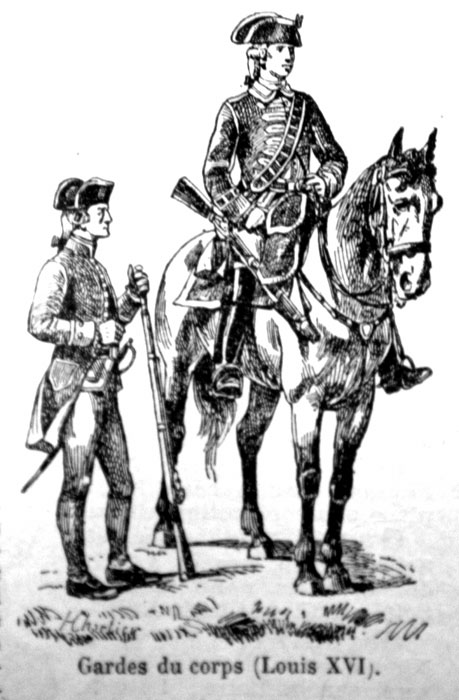
Représentation des gardes du corps du roi, sous Louis XVI.

### L'émigration
Après l'incendie de son château du Pineau pendant la révolution, il émigre en 1791,, avec son beau-frère Auguste François Bucher de Chauvigné, et ses compatriotes Sapinaud de Boishuguet, la Frégeolière, la Noüe et Sainte-Marie, embarqué à Anvers aux Pays-Bas autrichiens et débarqué à Berg-op-Zoom en Hollande, où il fait une campagne dans la légion de Béon comme simple hussard.
Pierre-Étienne Dumesnil Dupineau est volontaire dans l'armée des émigrés, l'Armée de Condé.
Ses meubles au château du Pineau sont vendus nationalement le 31 janvier 1793.
Durant la campagne de 1794 et la retraite de Hollande, il est brigadier, puis maréchal des logis dans les Uhlans Britanniques du comte Louis de Bouillé, corps levé par l'Angleterre, où figure aussi le marquis d'Andigné.
Puis il obtient une lieutenance au corps de Talpaches de Rohan du vicomte de Contades, ce corps d'émigrés faisant partie de l'armée de Clairfait, maréchal du Saint-Empire.
D'après François Grille, « Dans une affaire où le comte de Bouillé fut blessé, du Pineau eut son cheval tué; M. de Grignon, officier, le tira du milieu de la mêlée en lui criant : "Prenez la queue de mon cheval". Mais du Pineau l'ayant lâché au bout du village, dans les rues duquel on avait combattu, il fut saisi au collet par deux carmagnols ; lui, sans se démonter, culbute le premier d'un coup de pommeau de son sabre, et, en se retournant, il tue le second d'un coup de pointe, il saute dans un jardin, traverse un verger, et va se tapir dans une planche de colza, où il attend la retraite des ennemis. »

### La Chouannerie
En 1815, à cinquante-huit ans, il prend part aux événements la Petite Chouannerie en Vendée.

## Mandats électoraux
Maire de la ville de Thouarcé en Maine-et-Loire de 1789 à 1791, Seigneur du Pineau, à Thouarcé. Il prit part en 1789 aux assemblées de la noblesse de l'Anjou.
Maire de la commune de Grez-Neuville en Maine-et-Loire de 1804 à 1821, propriétaire du château de la Violette, à Grez-Neuville, ancienne demeure d’Anselme René Bucher de Chauvigné.  

## Décorations
- Chevalier de l'Ordre royal et militaire de Saint-Louis en 1815[27].

## Héraldique
- Armes : "D'or, à trois pommes de pin de gueules, la pointe en haut"[5]

## Sources
- Archives nationales de France - Base de données Léonore.
- Célestin Port, Dictionnaire historique de Maine-et-Loire, version originale 1878, et révisée 1978.
- François Grille, L'Émigration angevine, Cosnier et Lachèse, Bibliothèque des archives de Maine-et-Loire, Cote BIB 527, 1840.